# Испочетка (ТВ серија)
Испочетка је немачка научно-фантастична драмска мини серија. Објављена је 7. марта 2024. године на интернету путем мреже ЗДФ. Телевизијско емитовање на истој мрежи започело је 11. марта 2024. године. 

## Радња
Мајка се суочава са самоубиством своје ћерке. Компанија за путовања кроз време нуди јој прилику да утиче на прошлост - али по коју цену?

## Улоге
| Глумац           | Улога |
| ---------------- | ----- |
| Катја Риман      |       |
| Дејан Бућин      |       |
| Хана Шилер       |       |
| Алесандро Шустер |       |
| Аника Кул        |       |

## Епизоде
| Сезона | Сезона | Епизоде | Епизоде | Оригинално емитовање | Оригинално емитовање |
| Сезона | Сезона | Епизоде | Епизоде | Премијера            | Финале               |
| ------ | ------ | ------- | ------- | -------------------- | -------------------- |
|        | 1.     | 6       | 6       | 11. март 2024.       | 14. март 2024.       |